# Barbaras grannar
Barbaras Grannar är ett svenskt punkband som existerade från 1990 till 1998. Bandet återbildades 2012.

## Bandet
Barbaras Grannar bildades av gruppmedlemmarna från den splittrade gruppen Von Bööm. Musiken kan beskrivas som något stökig men ganska trallvänlig svensk punk. Bandet var signat av Ägg Tapes & Records och deras alster återfinns på många av deras samlingar som exempelvis Röjarskivan 1 och Äggröran 1. Låttexterna handlade ofta om sprit och festande och sägs vanligen vara skalldade ur självupplevda minnen. Så småningom blev det mer "seriösa" texter om relationer, samhället m.m. 

### Medlemmar
- Roger Palmèn
- Thomas "Swemp" Herou
- Magnus Lejonsvans

## Diskografi

### Album
- 1996 - Lev Å Lär

### Singel
- 1995 - Ge En Skål
- 1997 - Mycke Käft
- 2012 - 2012
- 2016 - Amelia

### Samlingar
- 1995 - Röjarskivan 1
- 1995 - Äggröran 1
- 1996 - Röjarskivan 2
- 1996 - Äggröran 2
- 1997 - Röjarskivan 3
- 1998 - Äggröran 3
- 2012 - Så Mycket Värre 3
- 2013 - Raggen Går 2